# Верхня гортанна артерія
Верхня гортанна артерія (лат. a. laryngea superior) — парна артеріальна судина, що відходить від верхньої щитоподібної артерії під щитопід'язичним м'язом. Верхня гортанна артерія є однією з структур судинно-нервового пучка гортані.

## Топографія
Відгалужуючись від верхньої щитоподібної артерії, верхня гортанна артерія проникає в гортань через отвір в зовнішній частині щітопід'язичної мембрани. В парехнімі гортані, від судини відходить середня гортанна артерія (a. laryngea media), завдяки якій, попереду від конічної зв'язки, відбувається анастомоз з протилженою артерією. Верхня гортанна артерія також дає невеликі гілки, що класифікуються як гортанні артерії.